# Iwan Iwanowitsch Puschtschin

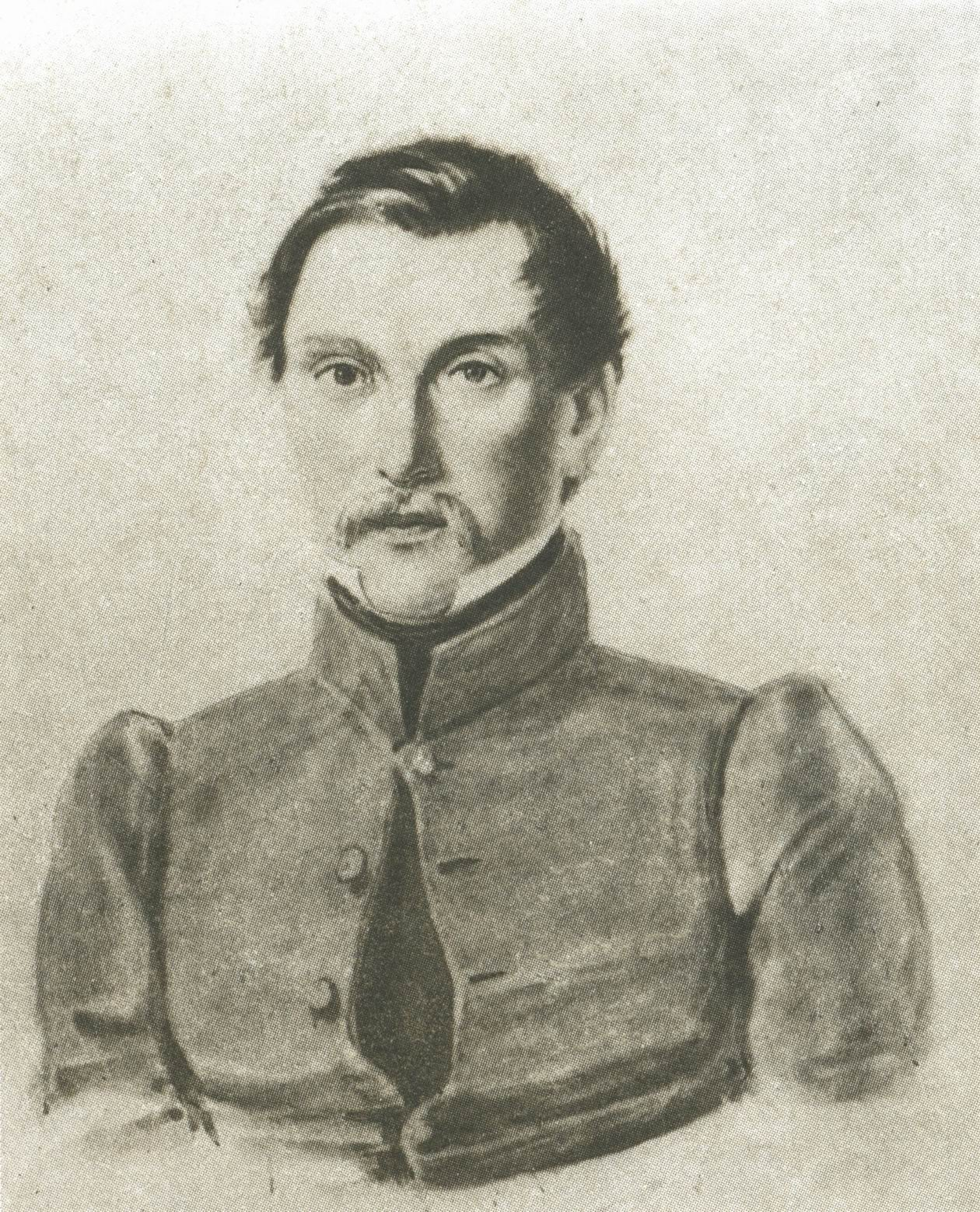
Nikolai Alexandrowitsch Bestuschew anno 1837: Iwan Iwanowitsch Puschtschin

Iwan Iwanowitsch Puschtschin (russisch Иван Иванович Пущин, wiss. Transliteration Ivan Ivanovič Puščin; * 4. Maijul. / 15. Mai 1798greg. in Moskau; † 3. Apriljul. / 15. April 1859greg. auf dem Gut Marjino, Landkreis Bronnizy, Gouvernement Moskau) war ein russischer Richter (Kollegienassessor), Autor und Dekabrist.

## Leben
Iwan Puschtschin, Sohn des Senators Iwan Petrowitsch Puschtschin (1754–1842) aus dem Rajon Ostaschkow und seiner Gattin Alexandra Michailowna, geborene Rjabinina, entstammte väterlicherseits dem Adelsgeschlecht der Puschtschins. Iwan wurde 1811–1817 im Lyzeum Zarskoje Selo ausgebildet. Auf dieser Eliteschule war er mit Puschkin befreundet. Seine militärische Laufbahn begann Iwan im Oktober 1817 als Fähnrich in der Kaiserlichen Leibgarde Berittene Artillerie. Am 26. Januar 1823 – inzwischen Leutnant geworden – quittierte er nach einer Kontroverse mit Großfürst Michael den Dienst und beschritt fortan die zivile Laufbahn als Jurist. Ab 13. Dezember 1823 war er Richter am Moskauer Gerichtshof. Die Ausübung solchen Amtes war unter Adligen verpönt. Puschkin aber lobte Iwan Puschtschins Schritt in die richtige Richtung.
Bald nach Verlassen des Lyzeums – also ab Spätherbst 1817 – hatte Iwan zusammen mit Alexander Nikolajewitsch Murawjow, Michail Nikolajewitsch Murawjow-Wilenski, Pawel Iwanowitsch Koloschin, Iwan Grigorjewitsch Burzew, Wladimir Dmitrijewitsch Wolchowski und Wilhelm Küchelbecker in der Heiligen Bande, einem der Vorläufer des dekabristischen Geheimbundes, konspiriert. Noch 1817 war er dem Rettungsbund, dem ersten dekabristischen Geheimbund, beigetreten und 1818 war er Mitglied des Wohlfahrtsbundes geworden.
Am 11. Januar 1825 traf sich Iwan Puschtschin mit Puschkin und setzte den Freund über die Existenz einer Geheimgesellschaft in Kenntnis.
Iwan Puschtschin nahm im Dezember 1825 als Zivilist an der Erhebung der Offiziere auf dem Petersburger Senatsplatz teil. Unmittelbar nach dem Scheitern des Aufstandes bot ihm Alexander Gortschakow die Flucht an. Iwan Puschtschin schlug das Angebot aus.

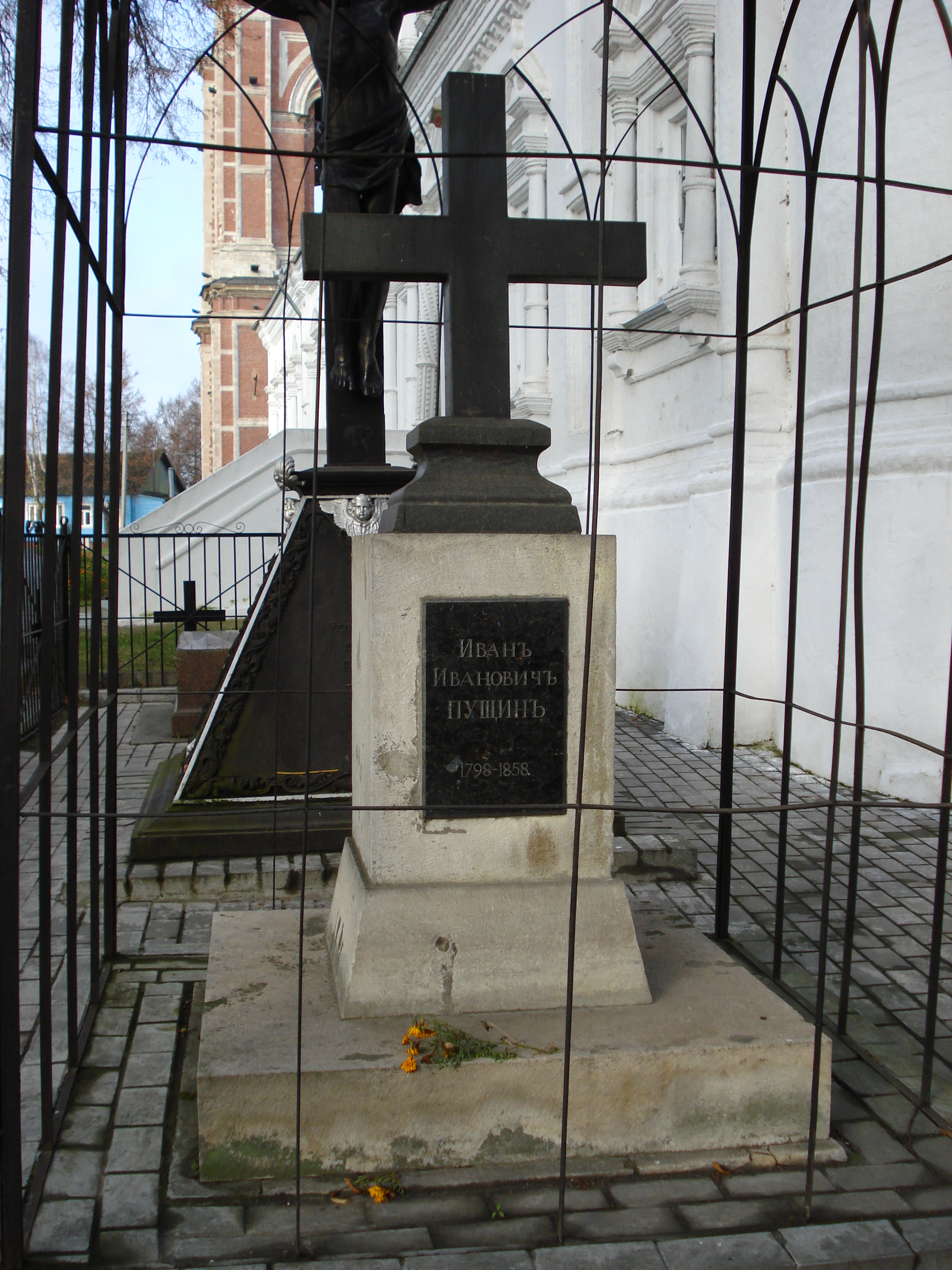
Iwan Puschtschins Grab in Bronnizy

Für seine Beteiligung an der Dekabristen-Verschwörung wurde Iwan Puschtschin zum Tode verurteilt. Zum Zuchthäusler begnadigt, wurde er nach Sibirien verbannt – kam in das Ostrog Tschita und darauf in die Katorga Peter-Hütte. Aus der Haft entlassen, wurde er zunächst in Turinsk und sodann in Jalutorowsk zwangsangesiedelt. In der sibirischen Verbannung wurde Iwan Puschtschin Vater zweier unehelicher Kinder: Anna (1842–1863) und Iwan (1849–1923). Im August 1856 von Alexander II. begnadigt, ging er im Dezember nach Sankt Petersburg zurück und heiratete im Mai 1857 die verwitwete Natalja Fonwisina. Er starb zwei Jahre später auf Nataljas Landsitz, dem Gut Marjino in der Nähe von Bronnizy. Iwan Puschtschin wurde in Bronnizy beerdigt.

## Werke (Auswahl)
- 1845: Briefe aus Jalutorowsk an Georg von Engelhardt - „Письма из Ялуторовска“. Russisches Archiv[14] 1879
- 1856: Lebenserinnerungen – „Воспоминания“ (niedergeschrieben auf Bitten von Jewgeni Iwanowitsch Jakuschkin[15])
- August 1858: Erinnerung an die Freundschaft mit Puschkin – „Записки о дружеских связях с А. С. Пушкиным“[16]